# Uperoleia russelli
Espèce
Synonymes
- Glauertia russelli Loveridge, 1933

Statut de conservation UICN

 LC  : Préoccupation mineure
Uperoleia russelli est une espèce d'amphibiens de la famille des Myobatrachidae.

## Répartition
Cette espèce est endémique du centre de l'Australie-Occidentale. Elle se rencontre  dans les comtés de Carnarvon, et de Haute-Gascoyne.

## Étymologie
Cette espèce est nommée en l'honneur du capitaine Alfred Robert Eric Russell.

## Publication originale
- Loveridge, 1933 : A new genus and three new species of crinine frogs from Australia. Occasional Papers of the Boston Society of Natural History, vol. 8, p. 89-94 (texte intégral).